# Pic de Hoffmann
Melanerpes hoffmannii
Espèce
Statut de conservation UICN

 LC  : Préoccupation mineure
Le Pic de Hoffmann (Melanerpes hoffmannii) est une espèce oiseau appartenant à la famille des Picidae, dont l'aire de répartition s'étend sur le Honduras, le Salvador, le Nicaragua et le Costa Rica.
Le nom scientifique et le nom normalisé français rendent hommage au naturaliste allemand Karl Hoffmann.
Certains auteurs considèrent ce taxon monotypique comme une sous-espèce de Melanerpes aurifrons (sensu lato).